# Decatur (Texas)
Pour les articles homonymes, voir Decatur.
Decatur est une localité du comté de Wise, dans l'État du Texas aux États-Unis. Elle comptait 5 201 habitants en 2000. Elle est le siège du comté de Wise. Elle fut ainsi nommée en l'honneur du Commodore Stephen Decatur.

## Histoire
Le corps législatif du Texas établit le comté de Wise en 1856 et ordonne que le siège du comté soit nommé Taylorsville (en l'honneur du Général Zachary Taylor) et construit dans un rayon de 5 miles au centre du comté. L'emplacement et les premiers travaux sont l’œuvre d’Absalom Bishop, l'un des pionniers de la région. Bishop, membre du législatif du Texas, n'approuvait pas l'affiliation de Taylor au parti whig et en janvier 1858 il fit en sorte de changer le nom de la ville en Decatur en l'honneur du héros naval américain Stephen Decatur.
La communauté prospère durant les années qui précèdent la guerre de Sécession. Un post office s'ouvre en 1857 dans le magasin de Daniel Howell, le premier commerçant et postier de la localité. La première école naît à l'automne 1857, et une courthouse est bâtie au début des années 1860. Localité exposée sur la frontière du Texas, Decatur et ses environs stagnent pendant les années de guerre et continuent de souffrir des raids indiens jusqu'en 1874. L'événement le plus dramatique de la guerre pour les habitants de Decatur fut sans doute le procès des membres de l'Unionist Peace party (parti unioniste pour la paix) et l'exécution de cinq d'entre eux en 1862.
À la fin des années 1860, quatre magasins et un hôtel s'établissent à Decatur. L'embranchement est de la Chisholm Trail passe près de Decatur à cette période et est commémorée chaque année par le Chisholm Trail Barbecue. En 1882 le chemin de fer Fort Worth and Denver Railway atteint la localité. Pendant les années 1880 et 1890 Decatur prospère en tant que gare et marché pour les fermiers locaux, sa population croît de 579 habitant en 1880 à 1 746 en 1890. La cité continue sa croissance au début du XXe siècle, en 1928 où elle dépasse les 3 000 habitants pour atteindre en 2000 plus de 5 000 âmes.

## Sources
- (en) Decatur sur The Handbook of Texas Online
- (en) Jim Tom Barton, Eighter from Decatur; College Station, Texas; A&M University Press; 1980.
- (en) Cliff D. Cates, Pioneer History of Wise County; Decatur, Texas; Old Settlers Association; 1907.
- (en) Rosalie Gregg, ed., Wise County History; Vol. 1, n.p: Nortex, 1975; Vol. 2; Austin: Eakin; 1982.